# 17
Aquesta pàgina és per a l'any. Per al nombre, vegeu disset.

## Esdeveniments
- Imperi Romà: Germànic Cèsar comanda campanyes militars cap a Àsia Menor.
- Àsia Menor: Capadòcia esdevé província romana.
- Àsia Menor: un terratrèmol destrueix les ciutats de Sardes i Hieràpolis de Frígia.
- Germània: hi comença una guerra civil.
- Sejanus és nomenat Prefecte pretorià.
- Publicació de Ab Urbe Condita ("Història de Roma des de la seva Fundació") en 142 volums per Livi.

## Necrològiques
- Ovidi, poeta romà (o l'any 18)
- Livi, historiador romà
- Gai Juli Higini, autor romà